# Реморино, Херонимо
Херонимо Реморино (исп. Jerónimo Remorino; 1902, Буэнос-Айрес, Аргентина — 1968, там же) — аргентинский государственный деятель и дипломат, министр иностранных дел (1951—1955).

## Биография
Получил высшее юридическое и политологическое образование в университете Кордовы.
- 1936—1948 гг. — заместитель директора юридического журнала «La Ley» (Закон),
- 1940—1948 гг. — директор издания «Собрание аргентинского законодательства» (Anales de legislación Argentina),
- 1947—1948 гг. — председатель Центрального банка Аргентины,
- 1948—1951 гг. — посол в США, представитель при Организации американских государств (ОАГ) и представитель в ООН,
- 1951—1955 гг. — министр иностранных дел Аргентины. На этом посту одписал торговые соглашения с несколькими странами Латинской Америки: Чили, Боливией и Парагваем. Ушел из-за разногласий с президентом Пероном по вопросам экономической политики.

После военного переворота 1955 г. бежал вместе с Хуаном Пероном в Испанию, являлся координатором во взаимодействии с группами перонистов в Аргентине.